# Drago Magdič
Drago Magdič, slovenski častnik, * 27. marec 1962, Slovenska Bistrica.

## Vojaška kariera
- povišan v podpolkovnika (14. maj 2002)
- poveljnik 460. artilerijski bataljon SV (1998–2004)

## Odlikovanja in priznanja
- srebrna medalja Slovenske vojske: 8. maj 2002
- bronasta medalja generala Maistra: 9. maj 2007[1]
- bronasta plaketa Šole za podčastnike: 27. november 2003
- medalja v službi miru: 10. september 2010[2]